# Antoine Maduro
Pour les articles homonymes, voir Maduro.
Antoine Johannes Maduro (20 août 1909 – 25 juin 1997) était un joueur de football curacien, qui évoluait au poste de défenseur, avant de devenir entraîneur puis dirigeant. Retiré de toute activité liée au football depuis 1952, il s'est consacré à l'étude du papiamento.

## Biographie

### Carrière footballistique
Maduro évolua au poste de défenseur entre 1925 et 1941 dans le club curacien de SUBT, qu'il fonda avec deux de ses camarades, Ricardo Goeloe et Emilio Jansen, le 17 septembre 1925 sous le nom de « CSC Trappers ». Ses bonnes aptitudes techniques lui ouvrirent les portes de la sélection de Curaçao entre 1934 et 1941 (8 matches joués). Il disputa notamment la 1re édition de la Coupe CCCF au Costa Rica.
En parallèle à sa carrière de joueur, Maduro fut dirigeant de la Curaçaose Voetbalbond (CVB) entre 1932 et 1946 et aussi entraîneur et dirigeant du SUBT. C'est lui qui acheta, en 1948, le terrain où fut bâti le stade de football du SUBT et qui deviendrait par la suite le stade Dr-Antoine-Maduro en son honneur. En 1952, il entraîna l'équipe nationale des Antilles néerlandaises aux Jeux Olympiques de Helsinki.

### Après-football
Retiré du monde du football, Antoine Maduro s'est entièrement consacré à l'étude et au développement du papiamento entre 1953 et 1980, en explorant ses origines, devenant par la suite une autorité en la matière. Il a publié de nombreux ouvrages comme Papiamentu - Origen i Formación (1965), Procedencia di Palabranan Papiamentu i otro Anotacionnan (2 tomes) (1966) et Observacion- i Apuntenan tocante El Papiamento - La Lengua Criolla de Curazao, Santiago de Chile - 1928 di Dr. Rodolfo Lenz (1967) où il soutient, comme thèse principale, une origine hispanique du papiamento.
Nommé membre honoraire de la Société linguistique des Caraïbes en 1982, puis docteur honoris causa à l'université des Antilles néerlandaises (aujourd'hui université de Curaçao) en 1984 et fait officier de l'ordre d'Orange-Nassau, Maduro s'éteint en juin 1997 à l'âge de 87 ans.

## Distinctions
- Officier de l'ordre d'Orange-Nassau